# Shlomi Shabat

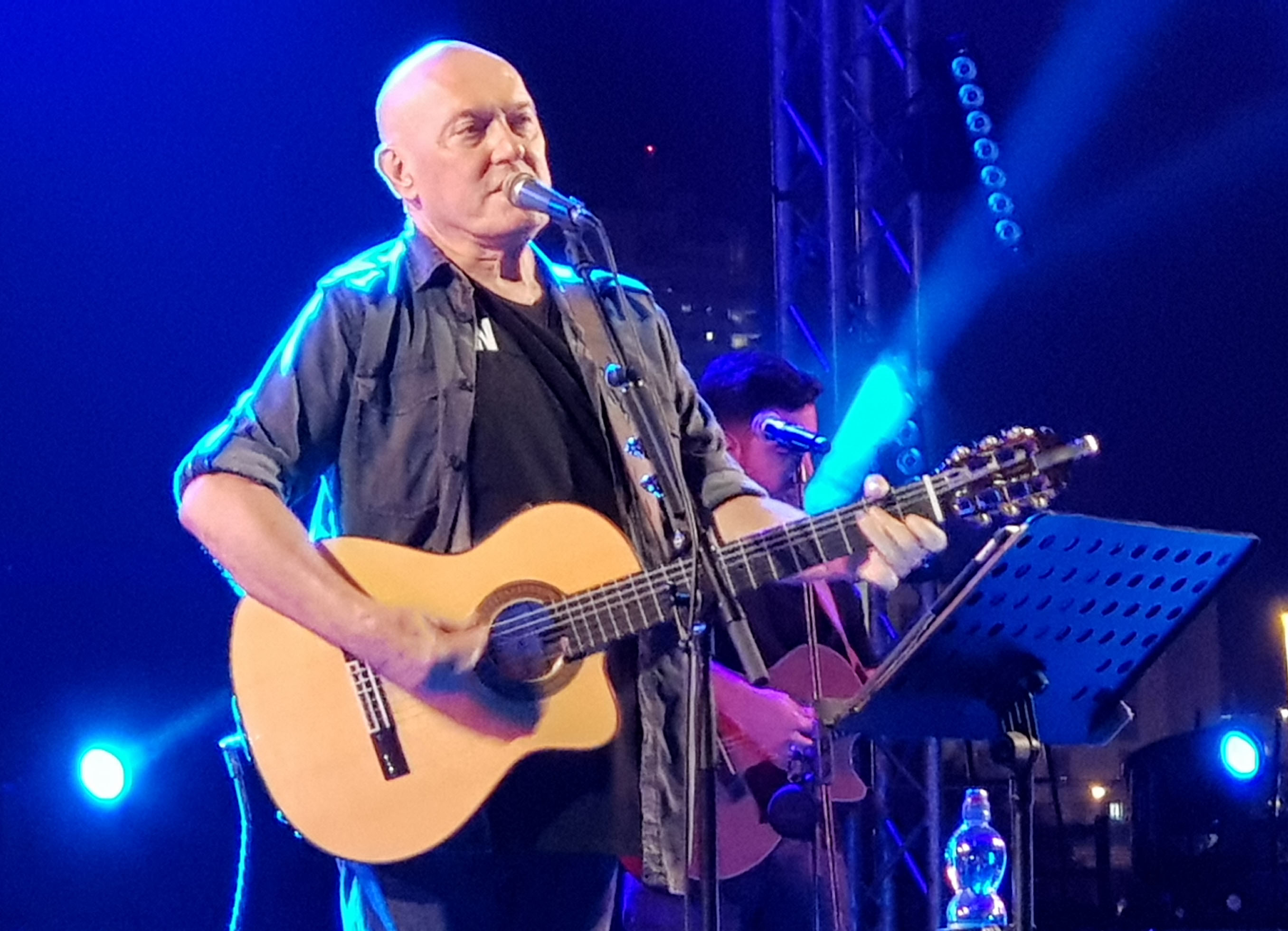
Shlomi Shabat, 2018

Shlomi Shabat ( héberül: שלומי שבת; Yehud, 1954. augusztus 30. –) izraeli énekes és zenész. Törökországi keleti szefárd zsidó származású.

## A kezdetek
Shabat az izraeli Yehudban született egy Törökországból bevándorolt szefárd zsidó származású családban. Héberül, törökül és spanyolul énekel. 

## Zenei karrier
CD-i közé tartozik a Friends és a Live in Caesaria, amelyen más izraeli előadókkal énekel, köztük nővérével, Lea Shabattal, Shiri Maimonnal és Lior Narkisszal.
2002-ben Tamuz-díjra jelölték az "Izrael legjobb férfi művésze" kategóriában, David D' Orral, Arkadi Duchinnal, Yuval Gabay-vel és Yehuda Polikerrel együtt,  Archiválva 2012. október 20-i dátummal a Wayback Machine-ben de kikapott D'Orral szemben.
2006-ban a Shabat kiadott egy CD-t, amely duetteket tartalmaz, és a Friends 2 nevet kapta. Ez volt a kilencedik szólóalbuma, és ugyanabban a stílusban készült, mint az első Friends című duett album 2001-ben.
Shabat duettet énekelt David D'Orral D'Or Kmo HaRúach című lemezén (כמו הרוח, "Mint a szél”), amely 2006. március 27-én jelent meg.

## Televíziós karrier
Shlomi Shabat volt az egyik zsűritag a The Voice Israel című tehetségkutató műsor induló évadában.
- Visszatértem a sötétből – 1987 – מן החושך חזרתי (Min haKhósekh chazárti)
- A szél miatt – 1989 – בגלל הרוח (Biglál ha rúach)
- Ne menj túl messzire – 1991 – אל תלכי רחוק מדי (Al telchí rakhók midáj)
- Egy óra együtt – 1993 – שעה אחת ביחד (Saá achát beJáhad)
- Shlomi Shabat – 1998 – שלומי שבת (Slomí Sabát)
- Barátok – 2001 – חברים (Chaverím)
- Aranyslágerek – 2001 – להיטי זהב (Lehíti záhav)
- A szerelem ideje – 2003 – זמן אהבה (Zman ahavá)
- Shlomi Shabat Cesareában – 2005 – המופע המשותף בקיסריה (HaMofá haMsutáf beKiszrijá)
- Barátok 2 – 2006 – חברים 2 (Chaverím 2)

## Fordítás
- Ez a szócikk részben vagy egészben  a   Shlomi Shabat című angol Wikipédia-szócikk ezen változatának fordításán alapul.  Az eredeti cikk szerkesztőit annak laptörténete sorolja fel. Ez a jelzés csupán a megfogalmazás eredetét és a szerzői jogokat jelzi, nem szolgál a cikkben szereplő információk forrásmegjelöléseként.